# بييرو وايس
بييرو وايس (بالإنجليزية: Piero Weiss)‏ هو عالم موسيقى وعازف بيانو أمريكي، ولد في 26 يناير 1928، وتوفي في 2 أكتوبر 2011.

## وصلات خارجية
- بييرو فايس على موقع ديسكوغز (الإنجليزية)